# رومين بيك هوغ
رومين بيك هوغ (بالإنجليزية: Romeyn Beck Hough)‏ (1857-1924)، هو طبييب وعالم نبات أمريكي معروف بإنشائه كتاب الغابات الأمريكية (The American woods)، وهي مجموعة مكونة من 14 مجلداً حول عينات خشب من مختلف أنحاء أمريكا الشمالية.

## الحياة والعمل
اكتسب هوغ اهتماماً بالغابات والتاريخ الطبيعي من والده فرانكلين ب هوغ، وهو طبيب ونباتي قضى الكثير من وقته في الطبيعة مع ابنه. التحق بجامعة كورنيل في إيثاكا، نيويورك ودرس الطب وتأهل لاحقاً كطبيب مثل والده. ومع ذلك، كان شغوفاً بعلم النبات.
طور هوغ مقطع قشور متخصص قادر على قطع الأخشاب إلى سماكات تصل إلى 1\1200 بوصة (0.021 مم). بدأ عملاً في قطع وطباعة بطاقات خشبية مرنة وشفافة «لجميع الأغراض الفاخرة والتجارية»، كما باع الشرائح المجهرية وشرائح المسلاط السينمائي المصنوعة من أرق المقاطع.
بعد رؤية مجلدات عالم النبات الألماني هيرمان فون نوردلينجز في المقاطع المماسية للأشجار الأوروبية، أُلهم هوغ ليصنع تمثيله الخاص «جميع الغابات الأمريكية، أو على الأقل أهمها». نشر هوغ بين عامي 1888 و1913 ثلاثة عشر مجلداً من أميريكان وودز: تم عرضها بواسطة عينات حقيقية وبنص توضيحي غزير، وهي مجموعة من عينات الخشب من أشجار أمريكا الشمالية التي قُدّمت على شكل شرائح مقطعية بثخن الورقة، وخصص لكل شجرة لوحة من الورق المقوى تحتوي على ثلاث شرائح من الخشب –عرضية وشعاعية ومماسيه – مصحوبة بمعلومات عن حياتها النباتية ومسكنها واستخداماتها التجارية والطبية.
أُتيح المجلد الأول من أميركان وودز الذي يركز على أشجار مدينة هوغ الأصلية في نيويورك عن طريق الاشتراك مقابل خمس دولارات. خطط هوغ في البداية لنشر خمسة عشر مجلداً تتضمن عينات من جميع الأشجار المهمة الموجودة في أمريكا الشمالية، لكنه توفي في عام 1924 قبل اكتمال المجموعة الكاملة. نُشر المجلد الأخير الرابع عشر في عام 1928 باستخدام عينات وملاحظات صُنعت بواسطة هوغ وجُمعت بواسطة ابنته غالاوي هوغ. في المجمل احتوى كل مجلد على 25 لوحة على الأقل، وتتألف المجموعة الكاملة المكونة من 14 مجلد من 1056 شريحة تمثل 254 نوعاً من الأشجار.

## التقدير
نالت أعمال هوغ النباتية شهرة واسعة في عصره. فاز هوغ بميدالية إليوت كريسون الذهبية في عام 1908 لمساهمته في فهم استخدامات الأخشاب الأمريكية، وفاز أمريكان وودز بالجوائز الكبرى في معرض يونيفرسيل في باريس 1889 والمعرض الكولومبي العالمي في شيكاغو 1893 ومعرض البلدان الأمريكية في بوفالو 1901 ومعرض شراء لويزيانا في سانت لويس 1901 ومعرض ألاسكا-يوكون-المحيط الهادئ في سياتل 1904.
وصفت مراجعات أمريكان وودز بأنها «واحد من أكثر المساهمات قيمة في أدب الغابات» و«بلا منافس على الإطلاق». أعيد نشرها في عام 2002 من قبل تاشن تحت عنوان «كتاب الغابات» (The WoodBook) الذي جمعه كلاوس أولريش ليسيكو، مع مجموعة من المطبوعات الحجرية لأوراق بعض الأشجار والتوت من قبل تشارلز سبراغو سارجنت.
تعتبر الغابات الأمريكية (The American Woods) بالنسبة إلى بائعي الكتب الأثرية «واحدة من أكثر مجموعات القرن العشرين رواجاً». باع دار كريستيز للمزادات الفنية عام 2001 مجموعة كاملة بمبلغ 92,100 دولار.

## المؤلفات
- كتيب لأشجار الولايات الشمالية وكندا شرق جبال روكي، صورة وصفية (1907).
- الغابات الأمريكية (The American Woods): تُعرض بواسطة عينات حقيقية ونص توضيحي غزير.